# هایموور، آکسفوردشر
هایموور (به انگلیسی: Highmoor) یک روستا و محله مدنی در بریتانیا است که در آکسفوردشر جنوبی واقع شده‌است. هایموور ۵٫۲۰ کیلومتر مربع مساحت و ۲۷۸ نفر جمعیت دارد.